# Outlaw-Bewegung
Unter Outlaw-Country oder Outlaw-Bewegung versteht man die Auflehnung einiger überwiegend texanischer Country-Musiker gegen das Nashviller Establishment.

## Wegbereiter
Johnny Cash gehörte mit seiner rebellischen Art und seinen Liedern über Strafanstalten und Revolverhelden seit Ende der 1960er Jahre zu den Wegbereitern der Outlaw-Bewegung.
Weitere „Outlaws“ sind Waylon Jennings, Merle Haggard, Willie Nelson und David Allan Coe.

## Die Situation Anfang der 1970er Jahre
Die sechziger Jahre gelten als die schwächste Periode der Country-Musik. Produzenten hatten in Nashville die Regie übernommen. Sie alleine bestimmten, welche Songs auf einem Album erschienen, welche Session-Musiker eingesetzt wurden und wie die endgültige Abmischung auszusehen hatte. Nur die Sänger, die außerhalb Nashvilles lebten, wie zum Beispiel Merle Haggard oder Buck Owens, konnten sich dem Diktat der Produzenten entziehen. Die Strategie, anstelle der Begleitband der Stars auf eine kleine Gruppe hochqualifizierter Sessionmusiker zurückzugreifen, funktionierte zunächst. Die Qualität der Songs stieg auf ein nie zuvor erreichtes Niveau. Die Aufnahmen wurden routiniert, schnell und damit preiswert durchgezogen. Es wurde in dieser Zeit viel Geld verdient. Aber im Laufe der Jahre verloren die Nashviller Produktionen mehr und mehr an Originalität und Lebendigkeit. Die Country-Musik war in eine Phase der Stagnation geraten.

## Die Outlaw-Bewegung
Es war der zu dieser Zeit nicht sonderlich erfolgreiche Willie Nelson, der 1971 nach einigen privaten Problemen der „Music City“ den Rücken kehrte und sich nach Austin, Texas, absetzte. Hier traf er auf eine lebendige Szene, die ihn mit offenen Armen empfing. Nelson konnte mit von ihm selbst ausgewählten Musikern seine Songs nach seinen eigenen Vorstellungen einspielen. Der nächste namhafte Musiker, der seinem Beispiel folgte, war Waylon Jennings. Aus seinem 1972 entstandenen Song Ladies Love Outlaws, geschrieben von Lee Clayton, wurde schließlich der griffige Name der neuen Bewegung abgeleitet. Im Gegensatz zu Nelson blieb Jennings in Nashville. Hier entstand rund um das unabhängige Aufnahmestudio Hillbilly Central der Glaser Brothers ein weiteres Outlaw-Zentrum. Tompall Glaser wurde zum dritten prominenten Protagonisten der neuen Bewegung.
Die Outlaw-Musik orientierte sich sehr viel mehr an den klassischen Wurzeln der Country-Musik als der weit ins Pop-Lager abgedriftete Nashville Sound. Es war daher keine Überraschung, dass sich die frische und lebendige Musik mit ihren einfachen Arrangements gut verkaufte. Immer mehr Interpreten schlossen sich an, darunter auch der Ex-Zuchthäusler David Allan Coe. Nashville schloss schließlich seinen Frieden mit den einst unerwünschten und zum Teil sogar gefürchteten Außenseitern. Ihren Höhepunkt erreichte die Bewegung 1976, als das mit Songs von Willie Nelson, Tompall Glaser, Waylon Jennings und dessen Frau Jessi Colter zusammengestellte Album Wanted! The Outlaws veröffentlicht wurde. Erstmals in der Geschichte der Country-Musik wurde damit eine LP mehr als eine Million Mal verkauft. Im Mai 1985 schlossen sich die erfolgreichsten Mitstreiter der Bewegung, Waylon Jennings, Willie Nelson und Kris Kristofferson, mit ihrem Freund und Vorbild Johnny Cash zusammen und gründeten The Highwaymen.

## Die wichtigsten Interpreten
Wegbereiter:
- Johnny Cash
- Bobby Bare
- Kris Kristofferson
- Tom T. Hall

Im Zentrum:
- Willie Nelson
- Waylon Jennings
- Tompall Glaser
- Jerry Jeff Walker
- Townes Van Zandt
- Guy Clark
- Billy Joe Shaver
- David Allan Coe
- Jessi Colter

Umfeld:
- Sammi Smith
- Johnny Rodriguez
- Leon Russell
- Johnny Paycheck
- Guy Clark
- Gary Stewart

Neuere Epigonen:
- Hank Williams III
- Nikki Lane
- Chris Stapleton

## Alben
- 1973 – Old Fives And Dimers Like Me (Billy Joe Shaver)
- 1973 – Honky Tonk Heroes (Waylon Jennings)
- 1973 – Charlie (Tompall Glaser)
- 1974 – The Mysterious Rhinestone Cowboy (David Allan Coe)
- 1974 – This Time (Waylon Jennings)
- 1975 – Red Headed Stranger (Willie Nelson)
- 1976 – Wanted! The Outlaws